# Aconura impictus
Aconura impictus är en insektsart som beskrevs av Rauno E. Linnavuori 1962. Aconura impictus ingår i släktet Aconura och familjen dvärgstritar. Inga underarter finns listade i Catalogue of Life.